# Nyssodesmus concolor
Nyssodesmus concolor är en mångfotingart som beskrevs av Loomis 1964. Nyssodesmus concolor ingår i släktet Nyssodesmus och familjen Platyrhacidae. Inga underarter finns listade i Catalogue of Life.